# Anthony Koura
Anthony Koura (Le Mans, 6 maggio 1993) è un calciatore francese naturalizzato burkinabé, attaccante del Gallia Club Lunel.
Vanta oltre 90 presenze in Ligue 2, seconda serie professionistica francese.

## Caratteristiche tecniche
Prima punta, può giocare anche come ala su entrambe le fasce.

## Palmarès

### Club

#### Competizioni nazionali
- Challenge League: 1

Losanna: 2019-2020